# Traktat z Ankary (1921)
Traktat z Ankary (tur. Ankara Antlaşması, fr. Traité d'Ankara) – traktat podpisany w Ankarze w dniu 20 października 1921, którego sygnatariuszami było Wielkie Zgromadzenie Narodowe Turcji oraz Francja.
Regulował on kwestię m.in. granicy turecko-syryjskiej, eksterytorialności Mauzoleum Sulejmana Szaha czy autonomii sandżaku Aleksandretty.
Głównym postanowieniem traktatu była cesja na rzecz Turcji części terytoriów byłego wilajetu Aleppo i Adana oraz uznanie przez rząd turecki powstania francuskiego mandatu nad Syrią i Libanem.